# Vanchinbalyn Injinash
Vanchinbalyn Injinash (mongol : Ванчинбалын Инжаннаш) ou Inzannazi, également connu sous les noms chinois de Bao Henshan (chinois simplifié : 宝衡山 ; pinyin : bǎo héngshān) ou Bao Runting (宝润亭, bǎo rùntíng), né le 15 mai 1837 dans l'aire de culture mongole de la bannière droite toumète de la Ligue de Josutu, dans l'actuelle province du Liaoning, en Chine, et décédé en 1892, est un écrivain, poète et historien mongol de la dynastie Qing. Considéré comme le premier romancier mongol.

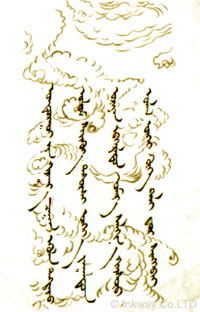
Poème Nuage blanc, qu'il a composé et calligraphié dans son enfance.